# Долна махала
Долна махала е село в Южна България. То се намира в община Калояново, област Пловдив. Селото е на 25 километра от град Карлово и на 30 километра от град Пловдив. Селото има народен представител на първото велико народно събрание в местността Оборище през 1876 г. – Мате Чолаков.

## География
Село Долна махала се намира по средата на пътя между Пловдив и Карлово. Землището му обхваща около 18.447 km², а средната му надморска височина е около 218 м. През Долна махала преминава река Каварджиклийка, която е приток на река Стряма, която е 30 най-дълга река в България със 110,1 километра дължина. Река Стряма е 6-а по дължина река след Тунджа,  Арда, Еркене,  Тополница и Сазлийка във водосборния басейн на река Марица.
- Кметство Долна махала
- Църквата „Св. Харалампий Чудотворец“ в Долна Махала
- Паметник на априлци

## Редовни събития
В селото се провежда ежегоден събор.

## Други
Според преброяването на население през 2011 година населението на село Долна махала е 417 души.
| Преброяване на населението/година | Население | Население |
| --------------------------------- | --------- | --------- |
| 31.12.1934                        | 756       |           |
| 31.12.1946                        | 802       |           |
| 01.12.1956                        | 863       |           |
| 01.12.1965                        | 699       |           |
| 02.12.1975                        | 655       |           |
| 04.12.1985                        | 560       |           |
| 04.12.1992                        | 526       |           |
| 01.03.2001                        | 493       |           |
| 01.02.2011                        | 417       |           |